# Thunder (ca sĩ)
Park Sang-hyun (tiếng Hàn: 박상현; Hanja: 朴相鉉; Hán-Việt: Phác Tương Huyền; sinh ngày 7 tháng 10 năm 1990) hay còn được biết với nghệ danh là Thunder (tiếng Hàn: 천둥; Hanja: 天動; Romaja: Cheondung; Hán-Việt: Thiên Động) là một ca sĩ, nhạc sĩ, nhà sản xuất âm nhạc và doanh nhân người Hàn Quốc. Anh là cựu thành viên của nhóm nhạc nam Hàn Quốc MBLAQ. Vào ngày 16 tháng 12 năm 2014, có thông báo rằng anh đã rời khỏi nhóm để tập trung vào việc kinh doanh. anh đã ký hợp đồng với nhãn hiệu âm nhạc của AP Entertainment APOP vào ngày 11 tháng 2 năm 2015.

## Cuộc đời và sự nghiệp

### 1990–2008
Thunder tên thật là Park Sang Hyun sinh ra tại Busan, Hàn Quốc, nhưng anh lại lớn lên tại Philippines. Anh có hai người chị gái là Sandara Park (cựu thành viên của nhóm nhạc 2NE1), và một người chị hai là Durami Park. Ngoài tiếng Hàn Quốc là ngôn ngữ bản địa, ngoài ra anh còn có thể nói thông thạo được tiếng Anh, tiếng Tagalog, và cũng nói được tiếng Quan Thoại và tiếng Nhật.
Chị gái của anh, Sandara, đã đạt được danh tiếng trên toàn quốc tại Philippines vào năm 2004 sau khi trở thành á quân trong mùa đầu tiên của Star Circle Quest, một cuộc thi tìm kiếm tài năng. Anh xuất hiện lần đầu trên truyền hình quốc gia khi tham dự đêm chung kết cùng mẹ. Sau đó, khi chị gái anh bắt đầu các hoạt động sôi nổi của mình như một người nổi tiếng, một phi hành đoàn từ một trong những cơ quan truyền hình lớn nhất của Hàn Quốc đã ghi lại cuộc sống hàng ngày của cô trong bộ phim tài liệu My Name Is Sandara Park. Điều này đánh dấu sự xuất hiện đầu tiên của Thunder trên truyền hình Hàn Quốc.
Quyết định cuối cùng của Dara theo đuổi các hoạt động ở quê nhà đã dẫn đến việc gia đình họ trở về Hàn Quốc vào năm 2007. Đến thời điểm này, Thunder đã hoàn thành chương trình giáo dục trung học ở Philippines. Sau đó, tiết lộ trong một cuộc phỏng vấn trên tạp chí rằng ban đầu anh quyết định theo đuổi sự nghiệp chuyên nghiệp như một cầu thủ bóng đá, đặc biệt là một tiền vệ. anh đã từ bỏ và thay vào đó bắt đầu thử giọng cho các công ty giải trí, một trong số đó là JYP Entertainment. anh đã tham gia các buổi khiêu vũ được cung cấp bởi mạng lưới nhà của Dara ở Philippines
Thunder cuối cùng đã trở thành thực tập sinh của LOEN Entertainment, nơi anh gặp IU. anh đã xuất hiện trong video âm nhạc đầu tay của IU cho bài hát "Lost Child" của cô ấy và cũng được nhìn thấy trong một vài video với cô ấy trong đó họ hát "Lies" của Big Bang và "Sorry Sorry" của Super Junior.

### 2009–2014: MBLAQ
Thunder, Seung-ho, G.O, Lee Joon and Mir ra mắt lần đầu với tên MBLAQ vào ngày 9 tháng 10 năm 2009 lúc concert của Rain Legend of Rainism buổi hòa nhạc nơi họ biểu diễn các bài hát khác nhau trong album đơn chưa phát hành sau đó  Just BLAQ. Thunder bắt đầu trong ban nhạc này và giữ vị trí ca sĩ chính, rapper chính, dance chính và được coi là hình ảnh của MBLAQ. Vào ngày 14 tháng 10, MBLAQ đã chính thức phát hành single album đầu tay Just BLAQ, cùng với MV "Oh Yeah". Một ngày sau, MBLAQ đã có sân khấu ra mắt với ca khúc chủ đề "Oh Yeah" trên M! Countdown của đài Mnet. Cũng trong tháng 10, anh được giới thiệu trong MV "New Celebration" của Lyn. Vào tháng 11, anh đóng vai chính trong một bộ phim thương mại với Wonder Girls cho Cafe Mori.
Vì khuôn mặt ái nam tính và hình ảnh đẹp như người mẫu, anh đã được giới thiệu trên Elle Girl's số tháng 2 năm 2010. anh đã được phát tán 4 trang, nơi anh thể hiện hình ảnh thời trang sang trọng nhưng độc đáo của mình. Vào tháng 3 năm 2010, Thunder cùng với Dongho của U-KISS và Eli và Key của Shinee đã tổ chức một chương trình tạp kỹ mới có tên Raising Idol. Vào tháng 3 năm 2010, anh cũng xuất hiện trong MV "Gift" của K.Will. Thunder cũng tham gia Mnet Scandal của Mnet. Anh cũng là người dẫn chương trình The M-Wave, một chương trình âm nhạc được phát sóng trên Arirang TV với Krystal Jung. Sống ở Philippines, anh đã tham gia vào chương trình truyền hình cáp, Mom, I've gone crazy for English với Nicole Jung, nơi anh là người cố vấn tiếng Anh cho trẻ nhỏ. Năm 2010, Thunder cũng được chọn trở thành người phát ngôn của Alba Heaven. Đây là một trang web tìm kiếm việc làm, tập trung vào việc kết nối những người dùng muốn có công việc bán thời gian với các doanh nghiệp và nhà tuyển dụng tiềm năng, anh đã tham gia vào một CF truyền hình được phát sóng trên sóng.
Năm 2011, Thunder được chọn làm thành viên cố định của chương trình Imagination Arcade của KBS. anh đã được giới thiệu trong một bài báo dài sáu trang trên tạp chí Singles số tháng 10, thể hiện một hình ảnh hoàn toàn khác. Vào tháng 12 năm 2011, Thunder có một vai khách mời trong bộ phim truyền hình Padam Padam của JTBC, nơi anh đóng vai Yang Kang-woo, anh trai của Yang Kang-chil (đóng bởi Jung Woo-sung).
Năm 2012, anh được giới thiệu trên hai tạp chí: anh mặc áo sơ mi cho ấn phẩm tháng 3 của Harper's Bazaar và số tháng 4 của L'Officiel Hommes Korea; cả hai đều là một trải dài tám trang. Cũng trong tháng 4, tạp chí Wanna Girls đã vinh danh anh là biểu tượng thời trang mới của năm 2012, cùng với Jessica Jung, Hyomin và Yong Jun-hyung. Vào tháng 7 năm 2012, Thunder phát hành một ca khúc solo tự sáng tác mang tên "Don't Go" của album "The BLAQ% Tour". Vào tháng 10, Thunder bắt đầu sự nghiệp của mình trên sàn diễn khi anh đi bộ cho Bộ sưu tập Coexistence của Lee Jae-ho trong S/S 2013 Seoul Fashion Week. Vào tháng 11, anh trình diễn người mẫu cho buổi trình diễn thời trang "Bling Bling Party" của nhà thiết kế Hàn Quốc Park Jong-cheol trong khuôn khổ SUNY Korea Festival.
Vào tháng 1 năm 2013, Thunder được chọn vào vai nam chính trong bộ phim truyền hình MBC Nail Shop Paris, cùng với Park Gyu-ri. Năm 2014, anh tham gia vở nhạc kịch múa Moon Night, cùng với Seung-ho và Jiyou của Two X. Năm 2014, Thunder phát hành đĩa đơn đầu tiên "Gone" do chính anh sáng tác. Vào tháng 3 năm 2014, Thunder lại xuất hiện trên sàn diễn cho buổi trình diễn thời trang của nhà thiết kế Lie Sang Bong trong 2014 F/W Seoul Fashion Week. Anh đã phát hành đĩa đơn thứ hai "Monster" vào cuối năm đó. Ngày 16 tháng 12 năm 2014, Thunder và Lee Joon chính thức rút khỏi nhóm sau khi hết hạn hợp đồng.

### 2015–nay: Quay trở lại diễn xuất
Năm 2015, anh được chọn vào vai Kang Hyun-seo trong bộ phim truyền hình MBC Make a Woman Cry. Bắt đầu với bộ phim này, anh được ghi nhận bằng tên khai sinh của mình (trừ các dự án liên quan đến âm nhạc). Năm 2016, anh xuất hiện trong một bộ phim truyền hình khác của MBC, Woman with a Suitcase, như Cheondung, một luật sư phỏng vấn cho cùng một công việc với Ma Seok-woo (do Lee Joon thủ vai).
Vào ngày 23 tháng 11 năm 2016, Mystic Entertainment tiết lộ rằng Thunder sẽ phát hành nhạc mới vào tháng 12. Vở kịch đầu tay có tựa đề của anh là một nghệ sĩ solo được phát hành vào ngày 7 tháng 12 năm 2016 và có sự xuất hiện của khách mời bởi Goo Hara, Basick và Giant Pink. Thunder tham gia viết và sáng tác cả năm bài hát. Video âm nhạc cho đĩa đơn quảng cáo "Sign" có sự xuất hiện của chị gái Sandara.] Vào ngày 6 tháng 2 năm 2017, Thunder đã trở thành thần tượng Hàn Quốc đầu tiên đóng vai chính trong một bộ phim Hàn Quốc-Indonesia, có tựa đề là Ngày lễ ở Bali Vào ngày 19 tháng 4, trước khi tới Bali để quay bộ phim, Thunder đã xuất hiện trong chương trình âm nhạc Indonesia Dah Syat để biểu diễn. Đó là một thành công lớn với hashtag #ThunderOnDahsyat là xu hướng thứ hai trên twitter của Indonesia sáng hôm đó.

## Danh sách đĩa nhạc

### Phát mở rộng
| Tiêu đề                                                                               | Chi tiết album | Vị trí biểu đồ đỉnh | Doanh số |
| Tiêu đề                                                                               | Chi tiết album | KOR                 | Doanh số |
| ------------------------------------------------------------------------------------- | --- | ------------------- | -------- |
| Thunder                                                                               | - Ngày phát hành: ngày 7 tháng 12 năm 2016 - Nhãn đĩa: APOP Entertainment, LOEN Entertainment - Định dạng: CD, tải nhạc Theo dõi danh sách 1. Look at Me (feat. Basick) 2. Sign (feat. Goo Hara) 3. Good 4. Magic Spell 5. In Time (feat. Giantpink) | 24                  | 1300     |
| "—" biểu thị các mặt hàng không được phát hành ở quốc gia đó hoặc không thể xếp hạng. | |                     |          |

### Đĩa đơn
| Tiêu đề                                                                               | Năm  | Vị trí biểu đồ đỉnh | Vị trí biểu đồ đỉnh | Album            |
| Tiêu đề                                                                               | Năm  | Gaon                | Gaon                | Album            |
| Tiêu đề                                                                               | Năm  | Kỹ thuật số         | Tải xuống           | Album            |
| ------------------------------------------------------------------------------------- | ---- | ------------------- | ------------------- | ---------------- |
| "Blaq Cat"                                                                            | 2011 | —                   | —                   | Non-album single |
| "Don't Go"                                                                            | 2012 | 97                  | 82                  | Non-album single |
| "Gone"                                                                                | 2014 | —                   | —                   | Non-album single |
| "Monster"                                                                             | 2014 | —                   | —                   | Non-album single |
| "Sign" (featuring Goo Hara)                                                           | 2016 | —                   | —                   | Thunder          |
| "Bomb Bomb Bomb"                                                                      | 2018 | —                   | —                   | Non-album single |
| "—" biểu thị các mặt hàng không được phát hành ở quốc gia đó hoặc không thể xếp hạng. |      |                     |                     |                  |

### Là nghệ sĩ nổi bật
| Tiêu đề                                                                               | Năm  | Vị trí biểu đồ đỉnh | Vị trí biểu đồ đỉnh | Vị trí biểu đồ đỉnh | Album    |
| Tiêu đề                                                                               | Năm  | KOR                 | JPN                 | CHN                 | Album    |
| ------------------------------------------------------------------------------------- | ---- | ------------------- | ------------------- | ------------------- | -------- |
| "Merry Christmas in Advance" (IU feat Thunder)                                        | 2010 | —                   | —                   | —                   | Real     |
| "Run Away" (Vision Wei với Lee Joon và Thunder)                                       | 2011 | —                   | —                   | 1                   | Daybreak |
| "—" biểu thị các mặt hàng không được phát hành ở quốc gia đó hoặc không thể xếp hạng. |      |                     |                     |                     |          |

## Danh sách phim

### Phim truyền hình
| Phim                     | Năm  | Đài            | Vai           | Ghi chú              |
| ------------------------ | ---- | -------------- | ------------- | -------------------- |
| Welcome to the Show      | 2011 | SBS            | Sang-hyun     | Khách mời; sitcom    |
| Moon Night 90            | 2011 | Mnet           | Koo Jun-yup   | phim hư cấu          |
| Padam Padam              | 2011 | KBS            | Yang Kang-woo | Khách mời            |
| Strongest K-Pop Survival | 2012 | Channel A      | Himself       | Khách mời            |
| Nail Shop Paris          | 2013 | MBC Plus Media | Jin           | Vai chính            |
| Make a Woman Cry         | 2015 | MBC            | Kang Hyun-seo | Vai phụ              |
| We Broke Up              | 2015 | CJ E&M         | Sang-hyun     | Khách mời; phim mạng |
| Woman with a Suitcase    | 2016 | MBC            | Cheondung     | Khách mời (tập 5)    |

### Chương trình truyền hình
| Tiêu đề             | Năm  | Đài | Ghi chú                                              | Tham chú                         |
| ------------------- | ---- | --- | ---------------------------------------------------- | -------------------------------- |
| King of Mask Singer | 2017 | MBC | Thí sinh là Vua của Máy đồ chơi và Người cuồng Robot | [ 48 ] [ nguồn không đáng tin? ] |

### Dẫn chương trình truyền hình
| Tiêu đề            | Năm        | Đài        | Ghi chú                                                                               |
| ------------------ | ---------- | ---------- | ------------------------------------------------------------------------------------- |
| Raising Idols      | 2010       | Comedy TV  | với Dongho, Eli và Key                                                                |
| The M Wave         | 2010       | Arirang TV | Đồng tổ chức với Krystal Jung                                                         |
| Show! Music Core   | 2011       | MBC        | MC lễ hội mùa hè Ulsan với Lee Joon, Suzy và Ji-yeon MC đặc biệt với G.O đi cùng Suzy |
| M! Countdown       | 2012, 2013 | Mnet       | MC đặc biệt với G.O, MC đặc biệt với Lee Joon                                         |
| The Tasty One Shot | 2015       | E!         | Diễn viên bình thường                                                                 |

## Sân khấu
| Tiêu đề            | Năm  | Vai         | Ghi chú   |
| ------------------ | ---- | ----------- | --------- |
| Moon Night Musical | 2014 | Lee Min-soo | Vai chính |